# Розсильна (Курська область)
Розсильна (рос. Рассыльная) — присілок в Курському районі Курської області Російської Федерації.
Населення становить 866 осіб. Входить до складу муніципального утворення Ворошневська сільрада.

## Історія
Населений пункт розташований на території українського етнічного та культурного краю Східна Слобожанщина.
Від 2004 року входить до складу муніципального утворення Ворошневська сільрада.

## Населення
| 2002 | 2010 |
| ---- | ---- |
| 870  | ↘866 |